# Nikola Huppertz
Nikola Huppertz (* 7. Mai 1976 in Mönchengladbach) ist eine deutsche Schriftstellerin.

## Leben
Nikola Huppertz wurde 1976 als Nikola Zerbes in Mönchengladbach geboren. Ihre Familie mütterlicherseits kam aus Oberschlesien, väterlicherseits stammt sie aus einer Architektenfamilie aus Kronstadt/Brașov, Rumänien. Zum österreichischen Zweig ihrer Verwandtschaft gehörten der Dramatiker und Schriftsteller Franz Karl Franchy und der Schauspieler Felix Franchy.
Sie wuchs als jüngste von drei Schwestern auf und besuchte die Bischöfliche Marienschule Mönchengladbach. Nach dem Abitur studierte sie Violine an der Folkwang-Hochschule Essen/Duisburg und Psychologie an der Humboldt-Universität zu Berlin und wurde in die Studienstiftung des deutschen Volkes aufgenommen. Sie schloss ihr Studium jedoch nicht ab, sondern begann nach den Geburten ihrer beiden Kinder (* 2000, * 2004), Bücher zu schreiben.
Nikola Huppertz lebt und arbeitet als freie Kinder- und Jugendbuchautorin in Hannover. Ferner schreibt sie Lyrik sowie Geschichten für den Rundfunk. 2021 wurde sie von der Deutschen Oper am Rhein beauftragt, ein Libretto für eine Kinderoper zu schreiben. Huppertz ist Mitglied im Friedrich-Bödecker-Kreis und Gründungsmitglied des PEN Berlin.
Das Manuskript zu ihrem Debütroman Karla, Sengül und das Fenster zur Welt gewann 2007 den 1. Preis beim Literaturwettbewerb „Meine Nachbarn“ der Bonner Buchmesse Migration und erschien 2009 im Thienemann Verlag. Für ihren Roman Schön wie die Acht wurde sie 2022 mit dem Evangelischen Buchpreis ausgezeichnet. Sie wurde für den Deutschen Jugendliteraturpreis und mehrfach für den Deutsch-Französischen Jugendliteraturpreis nominiert und in viele Sprachen übersetzt.

## Werke

### Einzeltitel (Auswahl)
- Karla, Sengül und das Fenster zur Welt (Thienemann/Gabriel, 2009, ISBN 978-3-522-30183-1)
- Biete Bruder! Suche Hund! (Thienemann/Gabriel Verlag, 2010, ISBN 978-3-522-30195-4)
  - Taschenbuchausgabe: Biete Bruder! Suche Hund! (Gulliver in Beltz & Gelberg; 2012, ISBN 978-3-407-74353-4)
  - dänisch: Bror haves! Hund søges!, übersetzt von Dorthe Stage Mortensen (Flachs, 2013, ISBN 978-87-627-1969-9)
  - russisch: Меняю брата на собаку! (Strekosa-Press, 2021, ISBN 978-5-9951-4955-2)
- mit Ruth Löbner: Die Kleine Frau Babette und Herr Mann (Arena, 2012, ISBN 978-3-401-09915-6)
  - Hörbuchausgabe: Die Kleine Frau Babette und Herr Mann (gelesen von Katja Danowski und Samuel Weiss, JUMBO Neue Medien und Verlag GmbH, 2012, ISBN 978-3-8337-3009-2)
- Wie ein Splitter im Mosaik (Thienemann/Gabriel, 2012, ISBN 978-3-522-30294-4)
  - Neuausgabe Die Steins (Graphiti, 2019, ISBN 978-3959990707)
- Die unglaubliche Geschichte von Wenzel, dem Räuber Kawinski, Strupp und dem Suseldrusel (Mixtvision, 2014, ISBN 978-3-944572-03-1)
- Meine Omi, die Wörter und ich (Tulipan, 2017, ISBN 978-3-86429-299-6)
  - koreanisch: 할머니가 선물한 마지막 단어 (Nurimbo, 2019, ISBN 978-89-5876-220-1)
  - türkisch: Tetem, Sözcükler ve Ben, übersetzt von Sevengül Sönmez (Hippo Yayınları, 2021, ISBN 978-605-74692-9-8)
- Woher ich meine Sommersprossen habe (Thienemann, 2017, ISBN 978-3-522-18483-0)
- Meine Mutter, die Fee (Tulipan, 2018, ISBN 978-3-86429-369-6)
  - französisch: Maman est une fée, übersetzt von Karine Mailhot-Sarrasin (Les 400 coups, 2022, ISBN 978-2-89815-187-3)
- Schön wie die Acht (Tulipan, 2021, ISBN 978-3-86429-484-6)
  - estnisch: Kaunis nagu kaheksa, übersetzt von Mari Klein (Ühinenud Ajakirjad, 2022, ISBN 978-9916-694-96-1)
  - albanisch: E bukur si teta, übersetzt von Bojana Spahija (Dukagjini Publishing House, 2023, ISBN 978-9951-05-821-6)
  - chinesisch: 完美如8, übersetzt von 朱显亮 (湖南文艺出版社, 2024, ISBN 978-7-5726-1397-5)
  - italienisch: Bella come un Otto, übersetzt von Claudia Valentini (Edizioni Lapis, 2024, ISBN 978-88-7874-966-5)
  - indonesisch: Cantik Seperti Angka Delapan, übersetzt von Nadhifa Putri Syafiera (Gramedia Pustaka Utama, 2025, ISBN 978-602-06-8137-5)
  - Taschenbuchausgabe: Schön wie die Acht (Gulliver von Beltz & Gelberg, 2024, ISBN 978-3-407-81347-3)
  - Hörbuchausgabe: Schön wie die Acht, gelesen von Fabienne Jäggi (Speech Studio Schweiz, 2023, ISBN 978-3-03968-052-8)
- Der schönste Tag zum Nichtstun (Annette Betz, 2022, ISBN 978-3-219-11917-6)
  - dänisch: Det dejligste er at lave ingenting, übersetzt von Kirsten Lukmann Gormsen (Flachs, 2022, ISBN 978-87-627-4161-4)
  - russisch: День ничегонеделанья (НИГМА, 2023, ISBN 978-5-4335-1043-2)
  - ungarisch: A legszebb nap az édes semmittevéshez (Zille Könyv, 2025, ISBN 9786156906007)
- Unser Sommer am See (Thienemann, 2022, ISBN 978-3-522-18534-9)
  - tschechisch: Poklad na Havraní vrchu, übersetzt von Barbora Špundová (Albatros, 2025, ISBN 9788000078199)
  - Hörbuchausgabe: Unser Sommer am See, gelesen von Christian Baumann (HörbucHHamburg HHV GmbH, 2022, ISBN 978-3-7456-0336-1)
- Fürs Leben zu lang (Tulipan, 2023, ISBN 978-3-86429-570-6)
  - estnisch: Elamiseks liiga pikk, übersetzt von Eve Sooneste (Ühinenud Ajakirjad, 2024, ISBN 978-9916-734-76-6)
  - italienisch: Troppo lunga, übersetzt von Claudia Valentini (Emons Edizioni, 2025, ISBN 9788869868139), auch als Hörbuch, eingelesen von Antonella Civale (Emons Edizioni, 2025, ISBN 9791257190330)
- Kusinenkram und Kunforak (Tulipan, 2024, ISBN 978-3-86429-613-0)
- Wie war's heute? (Hanser, 2025, ISBN 978-3-446-28262-9)
- mit Achim Engstler: Heiße Spur und kalte Schnauze (Gulliver in Beltz & Gelberg, 2025, ISBN 978-3-407-82455-4)

### Beiträge in Anthologien und Literaturzeitschriften (Auswahl)
- Marco Sagurna (Hg.): laub ist ein geruch es ist ein flirren (Edition Bildperlen, 2023, ISBN 978-3-96546-013-3)
- Annemone Apfelstroh, gemeinsam mit Karin Müller, Rüdiger Bertram, Sven Gerhardt, Wolfram Hänel, Anja Janotta, Juma Kliebenstein, Dagmar H. Mueller, Alice Pantermüller, Chantal Schreiber (Carlsen Verlag, 2021, ISBN 978-3-551-65203-4)
- Karin Gruß (Hg.): Wer tanzt schon gern allein? (Peter Hammer Verlag, 2020, ISBN 978-3-7795-0634-8)
- Christine Knödler (Hg.): Das Schaf im himmelblauen Morgenmantel (mixtvision, 2016, ISBN 978-3-95854-060-6)
- Katrin Hartmann (Hg.): Ein kleines bisschen anders (Gulliver, 2015, ISBN 978-3-407-74540-8)
- Das Literarische Colloquium Berlin (Hg.): S-Bahn nach Arkadien (Matthes & Seitz, 2013, ISBN 978-3-88221-090-3)
- Literaturzeitschriften: Am Erker, LASSO, Poesiealbum neu, Spurwechsel, Die Novelle, Richtungsding, Mosaik, Der Hahnepeter, Das Gedicht, Konzepte

### Literarische Übersetzungen
- Monster. Kauf uns, wenn du dich traust (Arena Verlag, 2013, Buch von Élise Gravel, ISBN 978-3-401-70196-7)

### Bühnenwerke
- Die unbedingten Dinge (Musik: Merzouga Köln)  − Musiktheaterstück im Auftrag der Deutschen Oper am Rhein (2021), Bühnenverlag Weitendorf

## Auszeichnungen, Nominierungen, Stipendien (Auswahl)
- 2025: Aufenthaltsstipendium im Internationalen Künstlerhaus Villa Concordia[5]
- 2024: Werkstipendium des Deutschen Literaturfonds[6]
- 2024: Autorenresidenz „Struwwelpippi kommt zur Springprozession“
- 2024: Empfehlungsliste zum Katholischen Kinder- und Jugendbuchpreis für Fürs Leben zu lang
- 2024: Shortlist Evangelischer Buchpreis mit Fürs Leben zu lang
- 2023: Deutschlandfunk-Bestenliste „Die besten 7“ im Oktober für Fürs Leben zu lang
- 2023: Jugendbuch des Monats Oktober der Deutschen Akademie für Kinder- und Jugendliteratur für Fürs Leben zu lang
- 2022: Nominierung Prix des libraires Jeunesses du Québec mit Maman est une fée
- 2022: Nominierung Deutscher Jugendliteraturpreis mit Schön wie die Acht
- 2022: Evangelischer Buchpreis für Schön wie die Acht
- 2021: Nominierung Deutsch-Französischer Jugendliteraturpreis mit Schön wie die Acht
- 2019: Nominierung Deutsch-Französischer Jugendliteraturpreis mit Meine Mutter, die Fee
- 2019: Empfehlungsliste zum Katholischen Kinder- und Jugendbuchpreis für Meine Mutter, die Fee
- 2018: Shortlist Zürcher Kinderbuchpreis für Woher ich meine Sommersprossen habe
- 2017: White Ravens List für Meine Omi, die Wörter und ich
- 2017: Stipendium des Landes Niedersachsen für Kinder- und Jugendbuchautoren für Woher ich meine Sommersprossen habe
- 2014: Nordstemmer Zuckerrübe für Biete Bruder! Suche Hund!
- 2013/2014: Teilnahme an der Bayerischen Akademie des Schreibens
- 2007: 1. Preis beim Literaturwettbewerb „Meine Nachbarn“ der 6. Bonner Buchmesse Migration, Kategorie: Kinder- und Jugendliteratur.